# Selsey Bill
Selsey Bill est un promontoire sur la côte sud de l'Angleterre, à l'est de l'île de Wight, à l’extrémité de la péninsule de Manhood dans le Sussex de l'Ouest. La ville de Selsey se trouve à la pointe du promontoire.

Selon la chronique anglo-saxonne, le Saxon Ælle, premier roi du Sussex, aurait débarqué non loin de là au Ve siècle.

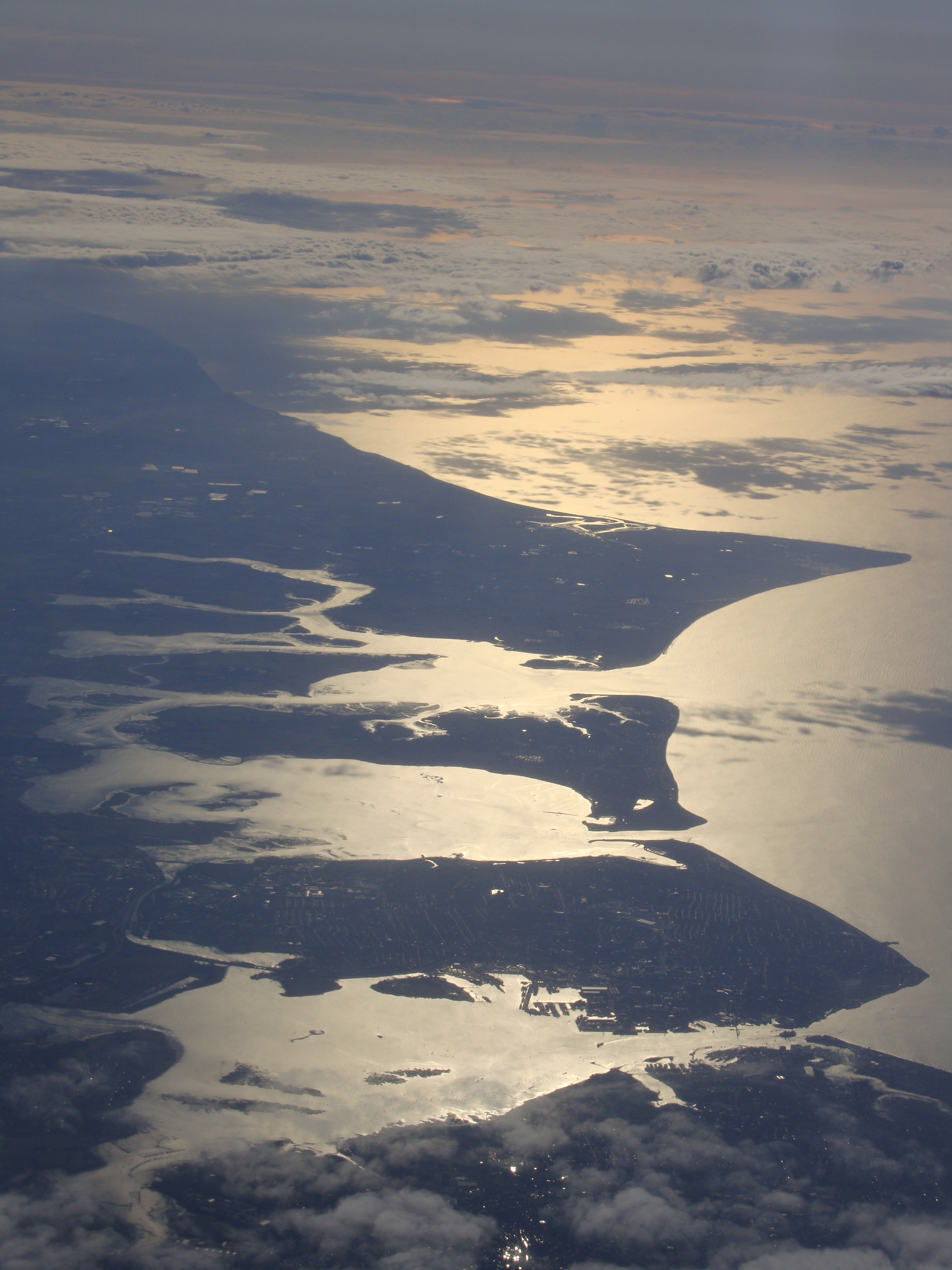
Photographie aérienne de Selsey Bill, à l'est de Hayling Island (le nord est à gauche).